# Emilio Rentería
Emilio Rentería García, plus couramment appelé Emilio Rentería, né le 9 octobre 1984 à Caracas au Venezuela, est un footballeur international vénézuélien. 

## Biographie

### Équipe nationale
Emilio Rentería est convoqué pour la première fois en sélection le 3 février 2008 lors d'un match amical contre Haïti (victoire 1-0).
Au total, il compte 9 sélections en équipe du Venezuela depuis 2008.

## Palmarès
- Avec Levante UD
  - Champion d'Espagne de D2 en 2004

- Avec le Caracas FC
  - Champion du Venezuela en 2009